# Bothriurus keyserlingi
Espèce
Bothriurus keyserlingi est une espèce de scorpions de la famille des Bothriuridae.

## Distribution
Cette espèce est endémique du Chili. Elle se rencontre dans les régions d'O'Higgins, de Santiago et de Valparaíso.

## Description
La femelle holotype mesure 40 mm.
Le mâle décrit par Mattoni et Acosta en 2006 mesure 43,41 mm et la femelle 39,16 mm.

## Étymologie
Cette espèce est nommée en l'honneur d'Eugen von Keyserling.

## Publication originale
- Pocock, 1893 : A contribution to the study of neotropical scorpions. Annals and Magazine of Natural History, sér. 6, vol. 12, no 68, p. 77-103 (texte intégral).